# Tomoya Uchida
Tomoya Uchida (内田 智也 Uchida Tomoya?, nacido el 10 de julio de 1983 en Komono) es un exfutbolista japonés. Jugaba de centrocampista y su último club fue el Southern District FC.

## Trayectoria

### Clubes
| Club                 | País      | Año         |
| -------------------- | --------- | ----------- |
| Yokohama FC          | Japón     | 2002 - 2007 |
| Omiya Ardija         | Japón     | 2008 - 2010 |
| Ventforet Kofu       | Japón     | 2011        |
| Yokohama FC          | Japón     | 2012 - 2016 |
| Southern District FC | Hong Kong | 2017        |

## Estadística de carrera

### J. League
| Club           | Año   | J. League | J. League | Copa J. League | Copa J. League | Total | Total |
| Club           | Año   | Part.     | Goles     | Part.          | Goles          | Part. | Goles |
| -------------- | ----- | --------- | --------- | -------------- | -------------- | ----- | ----- |
| Yokohama FC    | 2002  | 10        | 0         | -              | -              | 10    | 0     |
| Yokohama FC    | 2003  | 26        | 3         | -              | -              | 26    | 3     |
| Yokohama FC    | 2004  | 39        | 3         | -              | -              | 39    | 3     |
| Yokohama FC    | 2005  | 41        | 3         | -              | -              | 41    | 3     |
| Yokohama FC    | 2006  | 46        | 3         | -              | -              | 46    | 3     |
| Yokohama FC    | 2007  | 23        | 1         | 2              | 1              | 25    | 2     |
| Omiya Ardija   | 2008  | 16        | 0         | 3              | 0              | 19    | 0     |
| Omiya Ardija   | 2009  | 22        | 3         | 2              | 0              | 24    | 3     |
| Omiya Ardija   | 2010  | 9         | 0         | 1              | 0              | 10    | 0     |
| Ventforet Kofu | 2011  | 9         | 0         | 1              | 0              | 10    | 0     |
| Yokohama FC    | 2012  | 9         | 1         | -              | -              | 9     | 1     |
| Yokohama FC    | 2013  | 26        | 4         | -              | -              | 26    | 4     |
| Yokohama FC    | 2014  | 17        | 0         | -              | -              | 17    | 0     |
| Yokohama FC    | 2015  | 11        | 0         | -              | -              | 11    | 0     |
| Yokohama FC    | 2016  | 5         | 1         | -              | -              | 5     | 1     |
| Total          | Total | 309       | 22        | 9              | 1              | 318   | 23    |

## Palmarés

### Títulos nacionales
| Título    | Club        | País  | Año  |
| --------- | ----------- | ----- | ---- |
| J2 League | Yokohama FC | Japón | 2006 |